# Jean Dausset

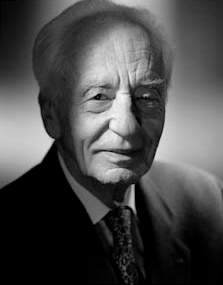
Jean Dausset (2005)

Jean Baptiste Gabriel Joachim Dausset (* 19. Oktober 1916 in Toulouse; † 6. Juni 2009 in Palma, Spanien) war ein französischer Mediziner und Hämatologe, der sich vorwiegend mit der Immunologie und Transplantationsmedizin beschäftigte. Er erhielt 1977 den Robert-Koch-Preis und 1980 den Nobelpreis für Physiologie oder Medizin gemeinsam mit Baruj Benacerraf und George Davis Snell für die Entdeckung genetisch bestimmter zellulärer Oberflächenstrukturen, von denen immunologische Reaktionen gesteuert werden.

## Leben
Jean Dausset wurde 1916 als Sohn eines Arztes geboren und besuchte das Gymnasium Michelet in Vanves bei Paris. Er studierte danach an der Fakultät für Medizin in Paris und ging 1937 an ein Städtisches Krankenhaus der Stadt, wo er als Assistenzarzt tätig war. 1939 wurde er zur Armee eingezogen und diente in einem medizinischen Corps. Die Promotion erfolgte 1945 über Bluttransfusionen, danach spezialisierte er sich auf die Hämatologie, also die Untersuchung des Blutes.
1946 wurde er Direktor des Nationalen Französischen Bluttransfusionszentrums in Paris, wo er bis 1962 blieb. In dieser Zeit war er für mehrere Jahre als Gastwissenschaftler an der Harvard-Universität in Cambridge auf den Gebieten Blutkrankheiten und Immunabwehr tätig. Danach erfolgte eine Berufung für den Lehrstuhl für Hämatologie an die Pariser Universität. Von 1969 bis 1977 war er Professor für Immun-Hämatologie an der Fakultät Lariboisière-Saint-Louis und von 1968 bis 1984 außerdem Direktor des Forschungsbereichs Immungenetik am Nationalen Medizinischen Forschungsinstitut. Von 1978 bis 1988 ging er als Professor für Experimentalmedizin an das Collège de France. 1977 wurde er mit einem Gairdner Foundation International Award ausgezeichnet und 1979 in die American Academy of Arts and Sciences aufgenommen, 1981 in die National Academy of Sciences. Seit 1977 war er Mitglied der Académie des sciences. 1996 wurde er mit dem Medawar Prize ausgezeichnet.
Mit dem Preisgeld für den Nobelpreis, den er 1980 erhielt, gründete Dausset das Centre d'Etude du Polymorphisme Humain (CEPH), an dem Untersuchungen des menschlichen Genoms vorgenommen wurden. Das Forschungsinstitut sammelte DNA von 61 großen Familien, die sie Forschern zur Entschlüsselung des Genoms zur Verfügung stellte. Außerdem gründete er France Transplants und France Bone Marrow Grafts, zwei Gesellschaften, die sich um die Akquise von Organspendern kümmerten. 1993 wurde das CEPH zur Stiftung Jean-Dausset-CEPH, Dausset trat 2003 als Präsident der Stiftung zurück und blieb Honorarprofessor bis zu seinem Tod. Er starb am 6. Juni 2009 in Palma auf Mallorca, Spanien, im Alter von 92 Jahren.

## Werk
Jean Dausset und seine beiden mit ihm ausgezeichneten Kollegen beschäftigten sich maßgeblich mit der immunologischen Verträglichkeit von Geweben nach Transplantationen. Benacerraf, Snell und Dausset konnten in ihren Experimenten nachweisen, dass diese Immunfaktoren genetisch fixiert sind. Sie sind maßgeblich dafür verantwortlich, dass es experimentell möglich ist, diese Faktoren zu untersuchen, da sie nachweisen konnten, dass sich auch auf den weißen Blutkörperchen, den Leukozyten die gleichen Faktoren befinden wie bei anderen Körperzellen. Dadurch konnte ein Immunfaktorensystem entwickelt werden, welches ähnlich den Blutgruppensystemen funktioniert und bei dem Abwehrreaktionen bereits durch Tests mit Patientenblut durchgeführt werden können.
Dausset und Benacerraf beschäftigten sich parallel an der Aufklärung biochemischer Schlüsselmoleküle in diesem Histokompatibilitätskomplex, während Snell als Genetiker vor allem die Gene identifizierte, die für die Annahme und Abstoßung körperfremder Gewebe zuständig waren.